# Miconia herpetica
Miconia herpetica är en tvåhjärtbladig växtart som beskrevs av Dc.. Miconia herpetica ingår i släktet Miconia och familjen Melastomataceae. Inga underarter finns listade i Catalogue of Life.